# Бертхолд фон Бургек
Бертхолд фон Бургек-Лехсгемюнд (на немски: Berthold Graf von Burgeck (Lechsgemünd); † пр. 25 октомври 1123) от род  в Бавария е граф на Бургек в Швабия.
Той е вторият син (от осем деца) на граф Куно I фон Лехсгемюнд-Франтенхаузен († 1092/1094) и съпругата му Матилда фон Ахалм-Хорбург († 1092/1094), дъщеря на граф Рудолф фон Ахалм († 1061) и Аделхайд фон Вулфинген († 1065). Внук е на Хайнрих фон Швайнфурт, граф на Пегниц († сл. 1043) и на фон Зуалафелд, дъщеря наследничка от граф Куно I фон Зулафелд/Зуалафелд от род Велфи († 1092/1094), граф на Лехсгемюнд. Племенник е на Ото III фон Швайнфурт († 1057), херцог на Швабия, и на Бурхард I († 1056), епископ на Халберщат.
Брат е на епископ Буркхард фон Лехсгемюнд († 1112), епископ на Утрехт (1100 – 1112), на граф Куно фон Хорбург († сл. 1103), Ото фон Хорбург († 1115) и Хайнрих фон Лехсгемюнд († 1078). Сестра му Емма фон Лехсгемюнд († 1100?) е омъжена за Удалшалк I граф в Лурнгау/Лургау († 1115), родители на епископ Алтман фон Триент († 1149). Сестра му Матилда фон Лехсгемюнд е омъжена за граф Фридрих II фон Тенглинг († 1120?). Сестра му Аделаида фон Франтенхаузен († 1108) е омъжена за I. за граф Маркварт фон Кимгау-Изенгау († 1085), II. за граф Улрих фон Пасау († 1099), III. ок. 1100 г. за граф Беренгар I (II) фон Зулцбах (1080 – 1125). Чичо е на епископ Алтман фон Триент († 1149).
Бертхолд фон Бургек прави големи дарения ма манастир Шайерн. През 1342 г. цялата собственост на графовете фон Лехсгемюнд попада на Вителсбахите.

## Фамилия
Бертхолд фон Бургек се жени ок. 1128 г. за графиня Беатрикс фон Дахау († сл. 1128), дъщеря на граф Арнолд I фон Шайерн († 1123) и Беатрис фон Райперсберг († сл. 1124), наследничка на графство Дахау.  Те имат четири деца:
- Хайлека/Айлика фон Лехсгемюнд († сл. 1157), омъжена за граф Герхард I граф фон Шауенбург († 1168), син на Зигехард фон Волфсьолден († 1110/1120) и Ута фон Калв († сл. 1075), дъщеря на граф Адалберт II фон Калв († 1099) и Вилтруда от Лотарингия († 1093), дъщеря на херцог Готфрид III Брадатия († 1069). Майка му е племенница на папа Лъв IX.
- Конрад фон Бургек († ок. 1128 при Дахау)
- Ото фон Бургек († сл. 1123)
- Буркхард фон Бургек († 21 януари сл. 1151)